# Brigade de répression du banditisme
Pour les articles homonymes, voir BRB.
La Brigade de répression du banditisme (BRB) désigne généralement l'une des brigades centrales de la Direction régionale de la police judiciaire de la préfecture de police (DRPJ Paris) appartenant à la Police nationale française située 36, rue du Bastion, à Porte de Clichy dans le 17e arrondissement. D'autres BRB existent au sein de la Direction centrale de la Police judiciaire (DCPJ) : la Brigade nationale de répression du banditisme et des trafics (BNRBT) de l'Office central de lutte contre le crime organisé (OCLCO), des DRPJ, DIPJ, voire antennes PJ non parisiennes (ex. :BRB Marseille, Lyon, Versailles, etc.).
Elle est compétente à Paris et dans les départements limitrophes (Seine-Saint-Denis, Val-de-Marne, Hauts-de-Seine) qui relèvent des tribunaux judiciaires de Paris, Bobigny, Créteil et Nanterre. Les trois premiers sont du ressort de la cour d’appel de Paris alors que le quatrième relève de celui de la cour d’appel de Versailles. Sa mission consiste à lutter contre la criminalité et la délinquance de voie publique organisées vols à main armée et autres vols aggravés, vols à la fausse qualité (faux policiers, faux employés du gaz...), vols simples commis par des malfaiteurs internationaux spécialisés.

## Historique
Rattachée en 1894 au service de Sûreté de la préfecture de police de Paris et nommée originellement brigade de « voie publique », sa vocation première était de lutter contre une délinquance qui se déroule dans un milieu commun mais pourtant très hostile : la rue.
En 1948, au sein de la Sûreté nationale, le commissaire Charles Chenevier a organisé et dirigé un groupe appelé Brigade de répression du banditisme. Outre le commissaire Chenevier lui-même, le groupe comprenait le commissaire Gillard, l'inspecteur Leclerc, l'inspecteur Hours et l'inspecteur Roger Borniche.
C'est en effet un lieu dans lequel s'applique une liberté fondamentale, celle d'aller et venir, ce qui limite fortement les pouvoirs coercitifs que la force publique peut y être amenée à exercer. Pourtant de très nombreux malfaiteurs y commettent leurs méfaits, des voleurs à la tire jusqu'aux braqueurs les plus déterminés.
C'est l'arrêté du 27 janvier 1975 qui lui donne le nom de brigade de répression du banditisme qu'elle porte actuellement.

## Organisation
Ces policiers sont répartis entre un état major opérationnel, des unités administratives, d'une documentation opérationnelle et trois sections opérationnelles. Ces dernières sont dirigées par un commissaire de police ou un commandant de police.
La première section comprend :
- le groupe de répression des vols à main armée qui traite les vols à main armée contre les banques avec prises d’otage et coups de feu, les attaques de fourgons blindés et les gros cambriolages ;
- le groupe des enquêtes générales qui traite les vols à main armée contre les joailleries, les vols à main armée  et les agressions à domicile ;

La deuxième section :
- le groupe de répression des vols par effraction ;
- le groupe de répression des vols de fret ;
- le groupe de répression de la délinquance itinérante ;

La troisième section :
- le groupe de répression des vols d’objet d’art qui traite les vols d’objets d’art commis au préjudice des musées ou des particuliers;
- le groupe de répression du trafic des véhicules volés démantèlement de filières spécialisées et organisées ;
- le groupe de répression des infractions sur les jeux qui s’occupe des jeux clandestins et des cercles de jeu ;
- le groupe de répression des vols aggravés (pickpockets internationaux qui traite, entre autres, les vols commis dans les palaces.)

Cette brigade s'est dotée en 2015, à l'initiative du FTSI du service, d'une formation d'assistance et d'interpellation (FAI) laquelle est composée d'un vivier de fonctionnaires volontaires, régulièrement formés et issus des différents groupes des trois sections permets les interpellations sensibles d'individus dangereux.